# Phyllanthus lamprophyllus
Phyllanthus lamprophyllus är en emblikaväxtart som beskrevs av Johannes Müller Argoviensis. Phyllanthus lamprophyllus ingår i släktet Phyllanthus och familjen emblikaväxter. Inga underarter finns listade i Catalogue of Life.